# ديشار صلب
ديشار صلب (الاسم العلمي:Pteris robusta) هو نوع نباتي يتبع جنس الديشار من فصيلة الديشارية.